# Aitólie
Aitólie nebo Ajtólie (řec. Αιτωλία - novořec. Etolia / starořec. Aitolia) je historické území ve středním Řecku. Hraničí s kraji Akarnánie, Lokris, Doris a Epirus. Odpovídá přibližně východní části regionální jednotky Aitólie-Akarnánie v kraji Střední Řecko.

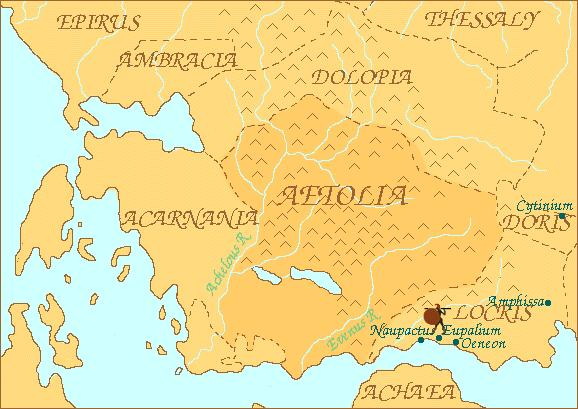
Starověké území Aitolia, Řecko

## Dějiny
Aitólie byla ve starověku zpočátku obydlena neřeckými kmeny Pelasgů, ale poměrně brzy se zde usadili Řekové, především z Élidy na Peloponésu. Ti se zde s původním obyvatelstvem promíchali a helenizovali ho. Významnými městy byly Thermos, Kalydon a Naupaktos.
Řekové si zde vytvořili Aitólský spolek, který zahrnoval místní městské státy, aby se tak bránili proti Achajskému spolku a Makedonii. To se však nepodařilo, protože si celé jižní Řecko podmanil makedonský král Filip II. Makedonský. Po smrti Alexandra Velikého se Aitólský spolek obnovil, ale už v roce 146 ho ovládli Římané.
Ve 3. a 4. stol. po Kr. kraj vyplenili Gótové. Od roku 395 patřila Aitólia do Východořímské říše (Byzantské říše). Místní obyvatelstvo bylo čistě křesťanské. V 6. stol. Aitolii a celé Řecko ničili Slované. V Aitólii se pravděpodobně neusadila velká část Slovanů, ale pouze tudy procházeli do Peloponésu. Místní obyvatelstvo tak nemuselo utéct.
V 8. stol. Byzanc postupně Střední Řecko od Slovanů osvobodila. Aitolia nebyla nijak významný kraj, proto zde žili poměrně prostí lidé. Po pádu Byzance v roce 1204 se Aitolia dostala do řeckého epeirského despotátu, ale již v 15. stol. území dobyli Turci a vznikl zde Sandžak Karleli. V 19. stol. se Řekům podařilo vybojovat nezávislost, přičemž v Aitólii se do revoluce angažovalo město Messolongi, a tak se i Aitolia stala součástí Řecka.